# Goera ogasawaraensis
Goera ogasawaraensis là một loài trong họ Goeridae. Chúng phân bố ở miền Cổ bắc.